# 英会話 トーク&トーク
英会話 トーク&トーク（えいかいわトークアンドトーク）は、2001年4月5日から2003年3月27日までNHK教育テレビで放送されたテレビ番組である。

## 概要
英語を本格的に勉強することを考える前に、「とにかく話してみよう」をコンセプトにした英語教育番組である。

## 放送時間
- 2001年度 - 2002年度
  - 木曜日 07:10 - 07:30
  - 木曜日 12:30 - 12:50
  - 月曜日 24:00 - 24:20
- 2004年度後期180
  - 火曜日 23:10 - 23:30
  - 月曜日 06:50 - 07:10
  - 月曜日 12:10 - 12:30

## ここ一番 英語で話そう!
- 放送期間：2001年4月5日 - 2001年9月27日
- 講師：高本裕迅
- 司会：高田景子

| タイトル             | 放送日        |
| -------------------- | ------------- |
| 自分や友達を紹介する | 2001年4月5日  |
| 友達にばったり       | 2001年4月12日 |
| 別れ                 | 2001年4月19日 |
| 電話の表現           | 2001年4月26日 |
| 嬉しい               | 2001年5月3日  |
| ビックリした         | 2001年5月10日 |
| ムカッときた         | 2001年5月17日 |
| ガッカリした         | 2001年5月24日 |
| 電話の表現           | 2001年5月31日 |
| 都合はつきますか?    | 2001年6月7日  |
| 英語について質問     | 2001年6月14日 |
| 依頼と提案           | 2001年6月21日 |
| 電話の表現           | 2001年6月28日 |
| お礼と返事           | 2001年7月5日  |
| 誉めたり誉められたり | 2001年7月12日 |
| ごめんなさい         | 2001年7月19日 |
| 断る                 | 2001年7月26日 |
| 最初は玄関から       | 2001年8月2日  |
| いつもの暮らし       | 2001年8月9日  |
| 日本の食卓           | 2001年8月16日 |
| 縁側の暮らし         | 2001年8月23日 |
| ホームページ特集     | 2001年8月30日 |
| 意見を述べる         | 2001年9月6日  |
| つなぎ言葉           | 2001年9月13日 |
| 賛成と反対           | 2001年9月20日 |
| 意見をまとめる       | 2001年9月27日 |

## 一発逆転・英語でサバイバル!
- 放送期間：2001年10月4日 - 2002年3月28日
- 講師：赤須薫
- 司会：桑原りさ

| タイトル                   | 放送日         |
| -------------------------- | -------------- |
| レストランの予約をする     | 2001年10月4日  |
| 注文をする                 | 2001年10月11日 |
| 食事をする                 | 2001年10月18日 |
| 勘定を払う                 | 2001年10月25日 |
| 予約・チェックイン         | 2001年11月1日  |
| ホテルに泊まる             | 2001年11月8日  |
| インフォメーションデスクで | 2001年11月15日 |
| ホテルのサービス           | 2001年11月22日 |
| チェックアウト             | 2001年11月29日 |
| チェックイン               | 2001年12月6日  |
| セキュリティー             | 2001年12月13日 |
| 機内で                     | 2001年12月20日 |
| トランジット               | 2001年12月27日 |
| 待ち合わせ                 | 2002年1月10日  |
| 観光案内                   | 2002年1月17日  |
| 家族を紹介する             | 2002年1月24日  |
| 日本の食事                 | 2002年1月31日  |
| 受付にて                   | 2002年2月7日   |
| 運動をする                 | 2002年2月14日  |
| アクシデント               | 2002年2月21日  |
| 診察を受ける               | 2002年2月28日  |
| 家を訪ねる                 | 2002年3月7日   |
| 自己紹介                   | 2002年3月14日  |
| 途中で帰る                 | 2002年3月21日  |
| お礼を述べる               | 2002年3月28日  |

## TAKE A CHANCE in New York
ニューヨーク大学の授業を収録。
- 放送期間：2002年4月4日 - 2002年9月26日
- 講師：ジョン・ドミチッチ、アンジェロM・ピティロ
- アドバイザー：霍見芳浩

| タイトル                    | 放送日        |
| --------------------------- | ------------- |
| Introducing Yourself        | 2002年4月4日  |
| Newspaper Vocabulary        | 2002年4月11日 |
|                             | 2002年4月18日 |
| Front Page                  | 2002年4月25日 |
| Playacting                  | 2002年5月2日  |
| The Metro Section           | 2002年5月9日  |
| Interviewing Your Friends   | 2002年5月16日 |
| Vocabulary in Articles      | 2002年5月23日 |
| Making Suggestions          | 2002年5月30日 |
|                             | 2002年6月6日  |
| Field Trip Part1            | 2002年6月13日 |
| Field Trip Part2            | 2002年6月20日 |
| Halloween and Group Project | 2002年6月27日 |
| How to Describe Experiences | 2002年7月4日  |
| The Dining Out Section      | 2002年7月11日 |
| Semantic Web                | 2002年7月18日 |
| American Holidays           | 2002年7月25日 |
| Where Have You Traveled?    | 2002年8月1日  |
| Weather Report              | 2002年8月8日  |
| Idioms about Money          | 2002年8月15日 |
| How to Write Checks         | 2002年8月22日 |
| The Arts Section            | 2002年8月29日 |
| Puppet Show                 | 2002年9月5日  |
| How to Make Your            | 2002年9月12日 |
| Group Presentation          | 2002年9月19日 |
| Final Project               | 2002年9月26日 |

## 英語タイヘン談で弱点克服
- 放送期間：2002年10月3日 - 2003年3月13日（再放送：2004年10月5日 - 2005年3月29日）
- 講師：高本裕迅
- パートナー：ジョン・ブロウカリング
- 司会：高田景子

| タイトル                       | 初回放送日     |
| ------------------------------ | -------------- |
| 機内で                         | 2002年10月3日  |
| 買い物 1                       | 2002年10月10日 |
| 買い物 2                       | 2002年10月17日 |
| 食事 1                         | 2002年10月24日 |
| 食事 2                         | 2002年10月31日 |
| ホームステイ先で               | 2002年11月7日  |
| キャンパスで                   | 2002年11月14日 |
| 通学中に                       | 2002年11月21日 |
| 感謝の気持                     | 2002年11月28日 |
| 食べ物に関する表現             | 2002年12月5日  |
| お客さまへの対応               | 2002年12月12日 |
| 和製英語の勘違い               | 2002年12月19日 |
| ちょっと日本を説明する 1       | 2002年12月26日 |
| 新春特集・タイヘン談スペシャル | 2003年1月7日   |
| ちょっと日本を説明する 2       | 2003年1月16日  |
| 身近なあのひと言               | 2003年1月23日  |
| 談笑中に                       | 2003年1月30日  |
| 空港で                         | 2003年2月6日   |
| ホテルで                       | 2003年2月13日  |
| 食事                           | 2003年2月20日  |
| 駐在中に                       | 2003年2月27日  |
| 正しそうで正しくない表現       | 2003年3月6日   |
| ちょっと勘違い                 | 2003年3月13日  |